# Gekko shibatai
Gekko shibatai là một loài thằn lằn trong họ Gekkonidae. Loài này được Toda, Sengoku, Hikida & Ota mô tả khoa học đầu tiên năm 2008.